# CCL17
CCL17, hemokin (C-C motiv) ligand 17, je mali citokin iz CC hemokin familije koji je takođe poznat kao timusom i activacijom regulisani hemokin (TARC). CCL17 je izražen konstitutivno u timusu, ali samo tranzijentno u fitohemaglutinin-stimulisanim perifernim krvnim mononuklearnim ćelijama. Ovaj hemokin se specifično vezuje i indukuje hemotaksu u T ćelijama. On dejstvuje putem interakcija sa hemokin receptorom . Gen za CCL17 je lociran na hromozomu 16 kod ljudi, zajedno sa hemokinima CCL22 i CX3CL1.

## Literatura
- Saeki H, Tamaki K (2006). „Thymus and activation regulated chemokine (TARC)/CCL17 and skin diseases.”. J. Dermatol. Sci. 43 (2): 75—84. PMID 16859899. doi:10.1016/j.jdermsci.2006.06.002.
- Imai T; Yoshida T; Baba M;  . (1996). „Molecular cloning of a novel T cell-directed CC chemokine expressed in thymus by signal sequence trap using Epstein-Barr virus vector.”. J. Biol. Chem. 271 (35): 21514—21. PMID 8702936. doi:10.1074/jbc.271.35.21514.
- Nomiyama H; Imai T; Kusuda J;  . (1997). „Assignment of the human CC chemokine gene TARC (SCYA17) to chromosome 16q13.”. Genomics. 40 (1): 211—3. PMID 9070951. doi:10.1006/geno.1996.4552.
- Imai T; Baba M; Nishimura M;  . (1997). „The T cell-directed CC chemokine TARC is a highly specific biological ligand for CC chemokine receptor 4.”. J. Biol. Chem. 272 (23): 15036—42. PMID 9169480. doi:10.1074/jbc.272.23.15036.
- Imai T; Chantry D; Raport CJ;  . (1998). „Macrophage-derived chemokine is a functional ligand for the CC chemokine receptor 4.”. J. Biol. Chem. 273 (3): 1764—8. PMID 9430724. doi:10.1074/jbc.273.3.1764.
- Bernardini G; Hedrick J; Sozzani S;  . (1998). „Identification of the CC chemokines TARC and macrophage inflammatory protein-1 beta as novel functional ligands for the CCR8 receptor.”. Eur. J. Immunol. 28 (2): 582—8. PMID 9521068. doi:10.1002/(SICI)1521-4141(199802)28:02<582::AID-IMMU582>3.0.CO;2-A.
- Nomiyama H; Imai T; Kusuda J;  . (1998). „Human chemokines fractalkine (SCYD1), MDC (SCYA22) and TARC (SCYA17) are clustered on chromosome 16q13.”. Cytogenet. Cell Genet. 81 (1): 10—1. PMID 9691168. doi:10.1159/000015000.
- Struyf S; Proost P; Sozzani S;  . (1998). „Enhanced anti-HIV-1 activity and altered chemotactic potency of NH2-terminally processed macrophage-derived chemokine (MDC) imply an additional MDC receptor.”. J. Immunol. 161 (6): 2672—5. PMID 9743322.
- Loftus BJ; Kim UJ; Sneddon VP;  . (1999). „Genome duplications and other features in 12 Mb of DNA sequence from human chromosome 16p and 16q.”. Genomics. 60 (3): 295—308. PMID 10493829. doi:10.1006/geno.1999.5927.
- Garlisi CG; Xiao H; Tian F;  . (1999). „The assignment of chemokine-chemokine receptor pairs: TARC and MIP-1 beta are not ligands for human CC-chemokine receptor 8.”. Eur. J. Immunol. 29 (10): 3210—5. PMID 10540332. doi:10.1002/(SICI)1521-4141(199910)29:10<3210::AID-IMMU3210>3.0.CO;2-W.
- Dias Neto E; Correa RG; Verjovski-Almeida S;  . (2000). „Shotgun sequencing of the human transcriptome with ORF expressed sequence tags.”. Proc. Natl. Acad. Sci. U.S.A. 97 (7): 3491—6. PMC 16267 . PMID 10737800. doi:10.1073/pnas.97.7.3491.
- Ghia P; Transidico P; Veiga JP;  . (2001). „Chemoattractants MDC and TARC are secreted by malignant B-cell precursors following CD40 ligation and support the migration of leukemia-specific T cells.”. Blood. 98 (3): 533—40. PMID 11468146. doi:10.1182/blood.V98.3.533.
- Morita A; Kikuoka S; Horikawa T;  . (2002). „Evaluation of human thymus and activation-regulated chemokine concentrations in blood using a new sandwich ELISA based on monoclonal antibodies.”. Clin. Chim. Acta. 322 (1-2): 67—75. PMID 12104083. doi:10.1016/S0009-8981(02)00131-6.
- Basu S; Schaefer TM; Ghosh M;  . (2003). „Molecular cloning and sequencing of 25 different rhesus macaque chemokine cDNAs reveals evolutionary conservation among C, CC, CXC, AND CX3C families of chemokines.”. Cytokine. 18 (3): 140—8. PMID 12126650. doi:10.1006/cyto.2002.0875.
- D'Ambrosio D; Albanesi C; Lang R;  . (2002). „Quantitative differences in chemokine receptor engagement generate diversity in integrin-dependent lymphocyte adhesion.”. J. Immunol. 169 (5): 2303—12. PMID 12193695.
- Matsumoto N; Mukae H; Nakamura-Uchiyama F;  . (2002). „Elevated levels of thymus and activation-regulated chemokine (TARC) in pleural effusion samples from patients infested with Paragonimus westermani.”. Clin. Exp. Immunol. 130 (2): 314—8. PMC 1906524 . PMID 12390321. doi:10.1046/j.1365-2249.2002.01985.x.
- Zheng X; Nakamura K; Tojo M;  . (2003). „TGF-beta1-mediated regulation of thymus and activation-regulated chemokine (TARC/CCL17) synthesis and secretion by HaCaT cells co-stimulated with TNF-alpha and IFN-gamma.”. J. Dermatol. Sci. 30 (2): 154—60. PMID 12413771. doi:10.1016/S0923-1811(02)00071-3.
- Kakinuma T; Nakamura K; Wakugawa M;  . (2003). „IL-4, but not IL-13, modulates TARC (thymus and activation-regulated chemokine)/CCL17 and IP-10 (interferon-induced protein of 10kDA)/CXCL10 release by TNF-alpha and IFN-gamma in HaCaT cell line.”. Cytokine. 20 (1): 1—6. PMID 12441140. doi:10.1006/cyto.2002.1965.
- Uchida T; Suto H; Ra C;  . (2003). „Preferential expression of T(h)2-type chemokine and its receptor in atopic dermatitis.”. Int. Immunol. 14 (12): 1431—8. PMID 12456591. doi:10.1093/intimm/dxf109.
- Strausberg RL; Feingold EA; Grouse LH;  . (2003). „Generation and initial analysis of more than 15,000 full-length human and mouse cDNA sequences.”. Proc. Natl. Acad. Sci. U.S.A. 99 (26): 16899—903. PMC 139241 . PMID 12477932. doi:10.1073/pnas.242603899.